# Telkom Indonesia
PT Telekomunikasi Indonesia (Telkom Indonesia, JSX: TLKM) — телекоммуникационная компания в Индонезии. Компания является полу-приватизированной государственной компанией. В настоящее время компания обладает монополией на предоставление услуг городской, междугородней и международной телефонной связи в стране. Данный факт в скором времени исчезнет, так как правительство Индонезии начало делать уверенные шаги к дерегулированию рынка телефонной связи.
Ещё одной компанией, в активе которой имеется лицензия на предоставление услуг телефонной связи, является телекоммуникационная компания Indosat.